# Mestre Bimba
Pour les articles homonymes, voir Mestre.
Mestre Bimba, pour l'état-civil Manuel dos Reis Machado, né le 23 novembre 1899 dans le bairro do Engenho velho (quartier du Vieux Moulin) à Salvador (Bahia) au Brésil, et mort le 5 février 1974 à Goiânia (Goiás, Brésil), est l'un des plus célèbres capoeristes brésiliens. Il est considéré comme le père de la « capoeira régionale ».

## Biographie
Son surnom, Bimba (mot familier désignant le pénis d'un enfant), lui viendrait d'un pari tenu entre sa mère, Dona Martinha do Bomfim, de sang amérindien, persuadée d'attendre une fille, et la sage femme pour qui l'enfant à venir devait être un garçon. Ayant accouché l'enfant, celle-ci se serait exclamé : « J'ai gagné mon pari, ce coquin a tout ce qu'il faut ! », utilisant le mot bimba. Son père, Luis Cândido Machado, ancien esclave, était un maître de Batuque réputé.
En 1928, Mestre Bimba crée la « capoeira régionale » qu'il qualifie lui-même de véritable lutte très complète, un mélange de batuque et de Capoeira Angola additionné de quelques coups. Pour Muniz Sodré, auteur brésilien et ancien disciple du Maître, Bimba ne changeait pas vraiment l'esprit de la capoeira de l'époque mais s'inscrivait au contraire dans la tradition du cercle des vieux maîtres bahianais en redynamisant un aspect de la capoeira qui semblait disparaître dans la région de Bahia, c’est-à-dire un style de combat plus objectif tel que le pratiquaient d'autres maîtres angoleiros comme Waldemar da Paixão, Onça Preta et bien d'autres.
Le 12 juin 1996, l'université fédérale de Bahia décerne le titre honorifique de docteur honoris causa à Manoel dos Reis Machado, noir illettré, mort vingt-deux ans auparavant. En cela, elle reconnait la capoeira en tant qu'exercice symbolique de sagesse corporelle ancestrale et célèbre Maître Bimba comme acteur et promoteur de la culture afro-brésilienne.

## Règlement

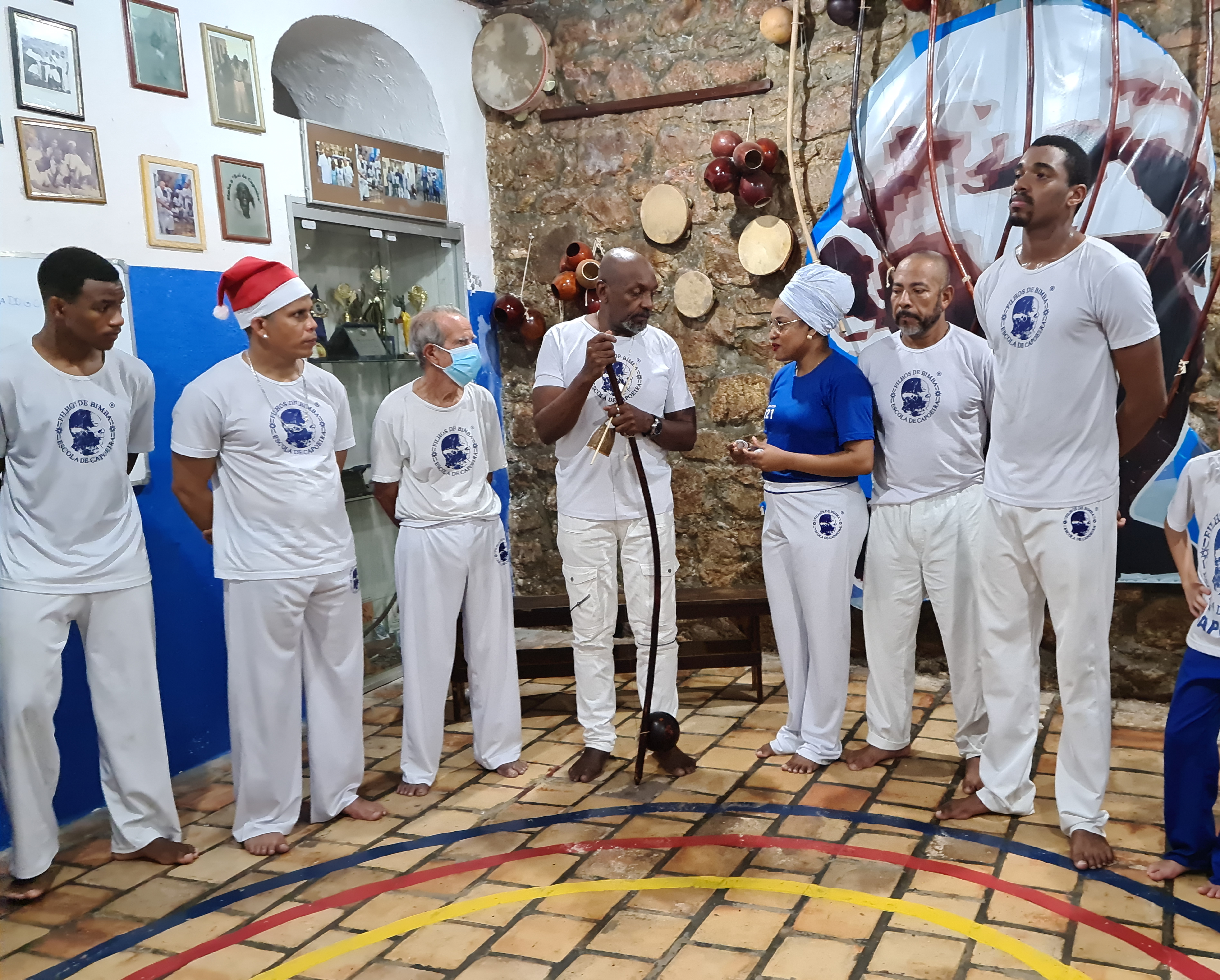
Le groupe de Mestre Bimba en 2022

Mestre Bimba avait créé un règlement à respecter pour toute personne inscrite à son académie :
1. Deixe de fumar. é proibido fumar durante os treinos.
(Ne fume pas. Il est interdit de fumer pendant les entraînements).
2. Deixe de beber. O uso do álcool prejudica o metabolismo muscular.
(Ne bois pas. La consommation d'alcool nuit au métabolisme musculaire).
3. Evite demonstrar a seus amigos de fora da roda de capoeira os seus progressos. Lembre-se de que a surpresa é a melhor aliada numa luta.
(Évite de montrer tes progrès à tes amis hors de la roda de capoeira. Rappelle-toi que la surprise est la meilleure alliée dans un affrontement).
4. Evite conversa durante o treino. Você esta pagando o tempo que passa na academia e, observando os outros lutadores, aprenderá mais.
(Évite de parler pendant le cours. Tu paies le temps que tu passes à l'académie, et en observant les autres lutteurs, tu apprendras plus).
5. Procure gingar sempre.
(Cherche toujours à faire la ginga).
6. Pratique diariamente os exercícios fundamentais.
(Pratique quotidiennement les exercices fondamentaux).
7. Não tenha medo de se aproximar do seu oponente. Quanto mais próximo se mantiver, melhor aprenderá.
(N'aie pas peur de t'approcher de l'adversaire. Plus proche tu te maintiens, mieux tu apprendras).
8. Conserve o corpo relaxado.
(Garde toujours ton corps souple).
9. É melhor apanhar na roda que na rua.
(Il vaut mieux prendre un coup dans la roda que dans la rue).

## Pour approfondir